# Borský okruh
Borský okruh (srbsky Borski okrug, cyrilicí  Борски округ, rumunsky regiunea Bor) se nachází na východě Centrálního Srbska, se správním centrem v Boru. V roce 2002 zde žilo 146 551 obyvatel.

## Správní členění
Okruh zahrnuje 4 města:
- Bor
- Kladovo
- Majdanpek
- Negotin

## Etnické skupiny
- Srbové (81.01%)
- Rumuni (11.22%)
- Cikáni (1.04%)